# Pithiviers
Pithiviers är en kommun i departementet Loiret i regionen Centre-Val de Loire strax norr Frankrikes mitt. Kommunen ligger i kantonen Pithiviers som tillhör arrondissementet Pithiviers. År 2022 hade Pithiviers 8 981 invånare.

## Befolkningsutveckling
Antalet invånare i kommunen Pithiviers
| Referens: INSEE |